# فريدريك ستون
فريدريك ستون (بالإنجليزية: Frederick Stone)‏ هو محامي وقاضي وسياسي أمريكي، ولد في 7 فبراير 1820 في مقاطعة تشارلز في الولايات المتحدة، وتوفي في 17 أكتوبر 1899. حزبياً، نشط في الحزب الديمقراطي. وقد انتخب عضو مجلس النواب لولاية ماريلند وانتخب عضو مجلس النواب الأمريكي.